# 197e division d'infanterie (Allemagne)
Pour les articles homonymes, voir 197e division d'infanterie.
La  197e division d'infanterie (en allemand : 197. Infanterie-Division ou 197. ID) est une des divisions d'infanterie de la Wehrmacht Heer durant la Seconde Guerre mondiale.

## Création
La 197. Infanterie-Division a été formée le 1er décembre 1939 à la caserne de Raum Posen  dans le Wehrkreis XXI dans le cadre de la 7e vague de mobilisation (7. Welle) avec en plus des éléments de diverses unités de dépôts (Ersatzeinheiten) du Wehrkreis XII (Wiesbaden).
La division est détruite à Vitebsk en juin 1944. L'état-major de la division est utilisé pour former l'état-major du Korps-Abteilung H et la Divisionsgruppe 197 est formée à partir des divers autres éléments survivants de la division.

## Organisation

### Commandants
| Début             | fin             | Grade                  | Commandant             |
| ----------------- | --------------- | ---------------------- | ---------------------- |
| 1er décembre 1939 | 1er avril 1942  | Generalleutnant        | Hermann Meyer-Rabingen |
| 1er avril 1942    | 5 novembre 1943 | General der Infanterie | Ehrenfried-Oskar Boege |
| 5 novembre 1943   | 14 mars 1944    | Generalleutnant        | Eugen Wößner           |
| 14 mars 1944      | 24 juin 1944    | Generalmajor           | Hans Hahne             |

### Officiers d'état-major (Generalstabsoffiziere (Ia))
| Date                              | Grade               | Commandant                       |
| --------------------------------- | ------------------- | -------------------------------- |
| 5 janvier 1940 - 1er août 1940    | Rittmeister i.G.    | Friedrich-Wilhelm von Mellenthin |
| 1er août 1940 - Octobre 1940      | Oberstleutnant i.G. | Otto Zeltmann                    |
| Octobre 1940 - Mars 1941          | Oberstleutnant i.G. | Georg von Wuehlisch              |
| 1er avril 1941 - 1er février 1943 | Oberstleutnant i.G. | Bolko von der Heyde              |
| Février 1943 - Octobre 1943       | Major i.G.          | Helmuth Hasbach                  |
| Octobre 1943 - 10 décembre 1943   | Oberstleutnant i.G. | Metzel                           |
| ? 1943 - Avril 1944               | Major i.G.          | Hans-Joachim Graupe              |
| Avril 1944 - ? 1944               | Major i.G.          | Gerhard Wilhelm von Malluseck    |

## Théâtres d'opérations
| Date           | Armée/Corps d'Armée | Heeresgruppe | Région        |
| Juillet 1940   | 37e corps d'armée   | en garnison  | Pays-Bas      |
| Mars 1941      | 2e armée            | HGr C        | Wehrkreis XII |
| Avril 1941     | 11e armée           | HGr C        | Wehrkreis XII |
| Août 1941      | 2. Panzerarmee      | HGr Mitte    | Smolensk      |
| Septembre 1941 | 4e armée            | HGr Mitte    | Viazma        |
| Novembre 1941  | 4. Panzerarmee      | HGr Mitte    | Moscou        |
| Juin 1942      | 4e armée            | HGr Mitte    | Spas-Demensk  |
| Juillet 1942   | 9. Armee            | HGr Mitte    | Rjev          |
| Avril 1943     | 4e armée            | HGr Mitte    | Nevel         |
| Janvier 1944   | 3. Panzerarmee      | HGr Mitte    | Vitebsk       |

- Allemagne : décembre 1939 - février 1940
- 1941 : Opération Barbarossa
- 22 octobre 1941 au 22 janvier 1942 : Bataille de Moscou

## Ordres de bataille
Le 8 janvier 1940 la division se compose de :
- Infanterie-Regiment 321
- Infanterie-Regiment 332
- Infanterie-Regiment 347
- Artillerie-Regiment 229
- Div.Einheiten 229

Le 2 novembre 1943 la division se compose de :
- Grenadier-Regiment 332
- Grenadier-Regiment 347
- Divisions-Gruppe 52
  - Regiments-Gruppe 163
  - Regiments-Gruppe 181
- Divisions-Füs. Bataillon 197
- Artillerie-Regiment 229
- Div.Einheiten 229